# Кім Де У
Кім Де У (кор. 김 태우; нар. 7 березня 1962, Кімдже, Північна провінція Чолла) — південнокорейський борець вільного стилю, чемпіон Азії, дворазовий чемпіон Азійських ігор, срібний та бронзовий призер Кубків світу, бронзовий призер Олімпійських ігор.

## Біографія
Виступав за спортивний клуб «Korean Housing Company», Сеул.

## Спортивні результати на міжнародних змаганнях

### Виступи на Олімпіадах
| Змагання                    | Збірна         | Вагова категорія           | Місце  |
| --------------------------- | -------------- | -------------------------- | ------ |
| Літні Олімпійські ігри 1984 | Південна Корея | вільна боротьба, до 82 кг  | 5      |
| Літні Олімпійські ігри 1988 | Південна Корея | вільна боротьба, до 90 кг  | Бронза |
| Літні Олімпійські ігри 1992 | Південна Корея | вільна боротьба, до 100 кг | 4      |
| Літні Олімпійські ігри 1996 | Південна Корея | вільна боротьба, до 100 кг | 17     |

### Виступи на Чемпіонатах світу
| Змагання                        | Збірна         | Вагова категорія           | Місце |
| ------------------------------- | -------------- | -------------------------- | ----- |
| Чемпіонат світу з боротьби 1987 | Південна Корея | вільна боротьба, до 90 кг  | 12    |
| Чемпіонат світу з боротьби 1991 | Південна Корея | вільна боротьба, до 100 кг | 4     |
| Чемпіонат світу з боротьби 1993 | Південна Корея | вільна боротьба, до 100 кг | 4     |

### Виступи на Чемпіонатах Азії
| Змагання                       | Збірна         | Вагова категорія           | Місце  |
| ------------------------------ | -------------- | -------------------------- | ------ |
| Чемпіонат Азії з боротьби 1993 | Південна Корея | вільна боротьба, до 100 кг | 5      |
| Чемпіонат Азії з боротьби 1995 | Південна Корея | вільна боротьба, до 100 кг | Золото |
| Чемпіонат Азії з боротьби 1996 | Південна Корея | вільна боротьба, до 100 кг | 4      |

### Виступи на Азійських іграх
| Змагання           | Збірна         | Вагова категорія           | Місце  |
| ------------------ | -------------- | -------------------------- | ------ |
| Азійські ігри 1990 | Південна Корея | вільна боротьба, до 100 кг | Золото |
| Азійські ігри 1994 | Південна Корея | вільна боротьба, до 100 кг | Золото |

### Виступи на Кубках світу
| Змагання                    | Збірна         | Вагова категорія           | Місце  |
| --------------------------- | -------------- | -------------------------- | ------ |
| Кубок світу з боротьби 1988 | Південна Корея | вільна боротьба, до 90 кг  | Бронза |
| Кубок світу з боротьби 1989 | Південна Корея | вільна боротьба, до 90 кг  | Бронза |
| Кубок світу з боротьби 1991 | Південна Корея | вільна боротьба, до 100 кг | Срібло |

### Виступи на інших змаганнях
| Змагання                           | Збірна         | Вагова категорія           | Місце  |
| ---------------------------------- | -------------- | -------------------------- | ------ |
| Гран-прі Німеччини з боротьби 1989 | Південна Корея | вільна боротьба, до 90 кг  | 11     |
| Гран-прі Німеччини з боротьби 1990 | Південна Корея | вільна боротьба, до 100 кг | Бронза |
| Турнір Акрополіса 1990             | Південна Корея | вільна боротьба, до 100 кг | 4      |